# Горски мармот
Горският мармот (Marmota monax) е вид гризач от семейство Катерицови (Sciuridae). Възникнал е преди около 0,3 млн. години по времето на периода кватернер. Видът не е застрашен от изчезване.

## Разпространение и местообитание
Разпространен е в Канада (Албърта, Британска Колумбия, Квебек, Лабрадор, Манитоба, Нова Скотия, Ню Брънзуик, Нюфаундленд, Онтарио, Саскачеван и Юкон) и САЩ (Айдахо, Айова, Алабама, Аляска, Арканзас, Вашингтон, Вашингтон, Вирджиния, Върмонт, Делауеър, Джорджия, Западна Вирджиния, Илинойс, Индиана, Канзас, Кентъки, Кънектикът, Масачузетс, Мейн, Мериленд, Минесота, Мисисипи, Мисури, Мичиган, Небраска, Ню Джърси, Ню Йорк, Ню Хампшър, Оклахома, Охайо, Пенсилвания, Род Айлънд, Северна Дакота, Северна Каролина, Тенеси, Уисконсин, Южна Дакота и Южна Каролина).
Обитава гористи местности, влажни места, планини, възвишения, хълмове, поляни, ливади, пасища, храсталаци, савани, крайбрежия и плажове в райони с умерен климат, при средна месечна температура около 2,7 градуса.

## Описание
На дължина достигат до 41,3 cm, а теглото им е около 3,9 kg. Имат телесна температура около 37 °C.
Продължителността им на живот е около 10 години. Популацията на вида е стабилна.